# Final da Taça da Liga de 2011–12
A final da Taça da Liga de 2011–12 foi uma partida de futebol para decidir o vencedor da Taça da Liga de 2011–12, a 5ª edição da Taça da Liga. A final foi jogada no Estádio Cidade de Coimbra, em Coimbra, no dia 14 de abril de 2012, entre o Sport Lisboa e Benfica e o Gil Vicente Futebol Clube. O Benfica venceu por 2–1 e levantou o seu quarto troféu consecutivo.

## Partida
| 14 de abril de 2012 | Benfica                   | 2 – 1 | Gil Vicente | Estádio Cidade de Coimbra, Coimbra   |
| 20:45 UTC           | Rodrigo 30' · Saviola 84' |       | Zé Luís 79' | Público: 23 452 Árbitro: Jorge Sousa |